# Schlacht um Breslau
Die Schlacht um Breslau bezeichnet den Versuch der deutschen Wehrmacht in der Schlussphase des 2. Weltkriegs in Europa eine Verteidigungslinie am Fluss Oder aufzubauen. So sollte die Einschließung des wichtigen Verkehrsknotenpunktes Breslau verhindert und die zur „Festung Breslau“ erklärte Stadt verteidigt werden. Diese Aktivitäten begannen am 23. Januar 1945, als es der  Roten Armee der Sowjetunion bei ihrem Vormarsch gelang, Brückenköpfe bei Oppeln und bei Ohlau jeweils südöstlich von Breslau westlich der Oder zu errichten (in der Chronologie ab 31. Januar). Die dann folgende Schlacht um die Stadt begann am 15. Februar mit deren Einschließung im Zuge der Niederschlesischen Operation und endete am 6. Mai mit der Teilkapitulation gegenüber der sowjetischen 6. Armee.

## Die Gegner

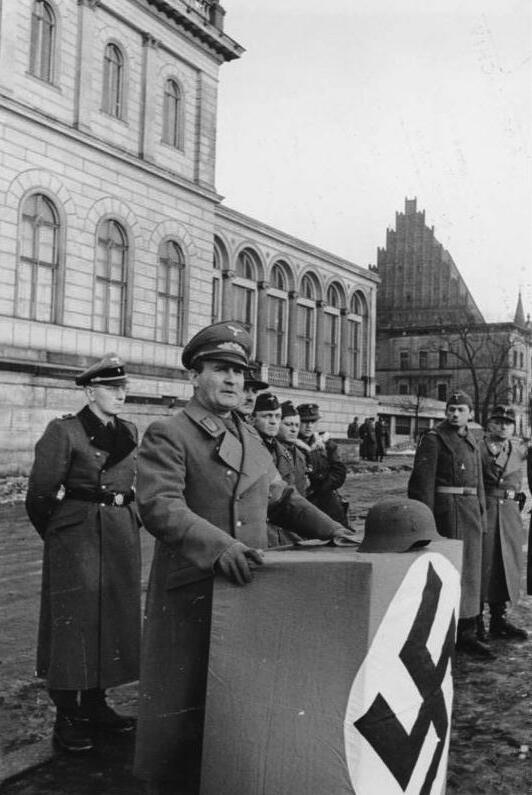
Karl Hanke bei einer Ansprache während der Vereidigung des Volkssturms in Breslau (Februar 1945), Aufnahme einer SS-Propagandakompanie

Die Schlacht um Breslau wurde zwischen der deutschen Heeresgruppe Mitte unter Ferdinand Schörner und der 1. Ukrainischen Front von Iwan S. Konew ausgetragen. Dabei standen sich die deutsche 17. Armee (unter der Führung von Friedrich Schulz und später Wilhelm Hasse) und die sowjetische 3. Gardepanzerarmee (Pawel S. Rybalko) sowie die sowjetische 6. Armee (Wladimir A. Glusdowski) gegenüber. In der Stadt Breslau wurde nur ein Teil der 269. Infanterie-Division eingeschlossen, die nicht mehr Divisions- sondern nur noch Kampfgruppenstärke hatte.
Die zur Festung erklärte Stadt hatte eine kampfstarke Verteidigung von mindestens 24.000 Mann. Diese unterteilten sich in die weniger kampfstarken Soldaten des Volkssturms, in Spezialisten der Rüstungsbetriebe und andere Wehrfähige der nationalsozialistischen Staatsorganisationen. Zu den kampfstärkeren zählten neu aufgestellte Wehrmachtseinheiten (zu großen Teilen Fronturlauber und Soldaten der Ersatzkompanien) und die der Waffen-SS.
Befehlsgewalt in der sog. Festung Breslau hatten bis zum 7. März 1945 Generalmajor Hans von Ahlfen und danach bis zur Kapitulation der General der Infanterie Hermann Niehoff. Der politische Verantwortliche in der Festung war Gauleiter Karl Hanke, der auch Befehlshaber über die in Breslau befindlichen Volkssturmverbände war.

## Die Festungsstadt

### Führungsanspruch der NSDAP
Auf Anordnung des Reichsverteidigungskommissars und Propagandaministers Joseph Goebbels hatte Hanke in allen Wehrmachteinheiten die nationalsozialistische Führungstätigkeit als politisches Organ aktiviert. Für das Festungskommando zeichnete der NS-Führungsoffizier (NSFO) van Bürck mit besonderen Vollmachten verantwortlich. Hauptaufgabe dieser Politabteilung war es vor allem, den Nachrichtendienst für die Wehrmacht zu kontrollieren, die Kampfmoral durch propagandistische Agitation zu heben sowie die politische Gesinnung der Soldaten und Offiziere zu überprüfen.

### Evakuierung
Am 20. Januar rief der Gauleiter Hanke die nicht wehrtaugliche Bevölkerung auf, die zur Festung erklärte Stadt sofort zu verlassen. Es war ein sehr kalter Winter. Breslau war voller Menschen, viele waren während der letzten Wochen aus den Dörfern und Städten rechts des Odertieflandes in Trecks hierher geflohen. Viele aus dem übrigen westlichen Reichsgebiet wohnten bereits seit den letzten Kriegsjahren hier und waren von den Bombenangriffen feindlicher Flugzeuge bisher verschont geblieben. Alle mussten die Festungsstadt kurzfristig räumen. Allerdings war eine Evakuierung der Stadt überhaupt nicht vorbereitet. Schon am ersten Tag herrschte auf den Bahnhöfen Panik. Die Züge konnten die Massen nicht aufnehmen. Gauleiter Hanke ordnete daher den Fußmarsch von Frauen und Kindern nach dem südwestlich gelegenen Umland bei Kostenblut (Kostomloty) und Kanth an. Während der panischen Flucht bei Frost und Schnee kamen Tausende von Kindern und alte Leute um. Aufgrund dieser Ereignisse weigerten sich nun viele Breslauer, die Stadt zu verlassen. Etwa 200.000 nicht kampftaugliche Männer und Frauen sowie junge Mädchen und Pimpfe der Hitler-Jugend blieben in der Stadt.
Die nördlichen und östlichen Vororte von Breslau wurden zwangsweise geräumt, weil man hier den ersten Ansturm der Sowjettruppen erwartete. In den verlassenen Häusern quartierten sich schon in den nächsten Tagen Wehrmacht und Volkssturm ein. Die politische Gewalt oblag den Parteiorganen und ihrem Befehlshaber, dem Gauleiter.
Mit dem Evakuierungsbefehl der Zivilbevölkerung ließ Gauleiter Hanke auch alle Ämter und Institutionen, die für die Festungsverteidigung nicht unbedingt erforderlich waren, in andere Reichsgebiete verlegen. Es verließen auch viele Schüler mit ihren Lehrern die Stadt: Die Universität, die Universitätskliniken, das Technikum, das Botanische Institut und die Museumseinrichtungen wurden verlegt. Auch die Geistlichen wurden aufgefordert die Stadt zu verlassen.

## Repressionen

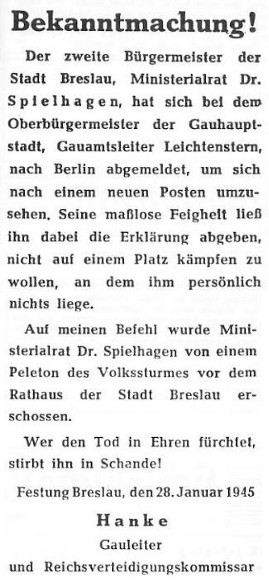
Öffentliche Bekanntmachung der Erschießung Spielhagens

Männer, die Waffen handhaben konnten, mussten bleiben. Fünfzehnjährige Hitlerjungen und sechzigjährige Männer wurden zum letzten Volkssturmaufgebot mobilisiert. Die Befehlshaber drohten mit strengen Maßnahmen allen, die sich nicht fügen wollten, mit Arrest und sonstigen Strafen, bei Feigheit vor dem Feind mit dem Tode. Der Festungskommandant war in der Lage, Standgerichte einzuberufen, um vermeintliche Deserteure, sog. Wehrkraftzersetzer, Saboteure oder Spione hinrichten zu lassen. Ebenso konnte der Gauleiter als politisches Organ sich auf das Standrecht berufen und Erschießungen durchführen lassen (Kriegsverbrechen).
Als prominentestes Opfer dieser Repressionen seitens des NS-Staates gilt der stellvertretende Oberbürgermeister Wolfgang Spielhagen. Spielhagen hatte zur Kapitulation geraten, um noch mehr zivile Opfer zu verhindern. Er wurde am 28. Januar auf dem Breslauer Ring, nahe dem Rathaus, von Angehörigen des Volkssturms nach dem behaupteten Standrecht erschossen. Den Befehl zur Liquidierung gab der Gauleiter Hanke. Anschließend wurde der Leichnam des Opfers zur Oder gebracht und dort hineingeworfen. Der Gauleiter ließ öffentlich bekanntmachen: „Wer den Tod in Ehren fürchtet, stirbt ihn in Schande.“

## Kriegspropaganda
Der Festungskommandant von Ahlfen erließ zur Disziplinierung der Truppen an seine Offiziere am 8. Februar folgenden Tagesbefehl: „Ich mache es allen Führern zur Pflicht, die ihnen anvertraute Stellung zu halten. Wer eine Stellung eigenmächtig aufgibt und zurückgeht, wird wegen Feigheit vom Standgericht zum Tode verurteilt. Jeder Führer, gleich welcher Einheit, hat nicht nur das Recht, sondern auch die Pflicht, sich Drückebergern gegenüber, die ihre Stellung verlassen, mit allen Mitteln, gegebenenfalls unter Anwendung der Waffe, durchzusetzen.“ In einem bekannt gegebenen Gerichtsurteil vom Februar heißt es: „Zwei Soldaten einer im Festungsbereich eingesetzten Einheit waren in das nächste der Stellung gelegene Dorf zurückgeschickt worden, um dort Decken zu holen. Stattdessen zogen sie in diesem Dorf ihre Uniform aus, legten Zivilkleidung an und machten sich zu Fuß auf den Weg, um in ihre Heimat zu gelangen. Am 5. Februar wurden sie von einer Streife der Wehrmacht ergriffen und am gleichen Tage durch ein Standgericht zum Tode verurteilt und erschossen.“

## Die Belagerung
Die Einkreisung der Festung Breslau wurde zunächst von den Streitkräften der sowjetischen 6. Armee (General Wladimir Glusdowski) und der 5. Gardearmee (General Alexei Schadow) gemeinsam durchgeführt. Am 10. Februar wurde auf deutscher Seite eine innerstädtische Evakuierung durchgeführt. Die Einwohner der östlichen Stadtteile zwischen den Oderläufen sowie der Stadtgebiete im Westen mussten ihre Wohnungen räumen und ihre vollgepackten Koffer zurücklassen.
Am 15. Februar belagerten sowjetische Truppen vom Süden und vom Westen her die Vororte Breslaus. Bereits am 18. Februar rückte die 5. Gardearmee in Richtung Küstrin ab, dafür verstärkte die von Osten auf Breslau anrückende 294. Schützendivision (Oberst Iwan Perepeliza) von der 52. Armee die Belagerungsfront. Das Oberkommando der 6. Armee hielt dann die Belagerung mit folgenden Verbänden alleine aufrecht:
22. Schützenkorps (Generalmajor Fjodor Wassiljewitsch Sacharow)
- 218. Schützen-Division (Oberst Pjotr S. Jeroschenko)
- 309. Schützen-Division (Oberst Boris D. Ljew)
- 273. Schützen-Division (Oberst Dmitri P. Sinkin)

74. Schützenkorps (Generalmajor Alexander Wassiljewitsch Woroschischtew)
- 181. Schützen-Division (Oberst Pawel Morosow)
- 359. Schützen-Division (Oberst Pjotr P. Kosolapow)
- 112. Schützen-Division (Oberst Dmitri Schukow)

Weitere Armeetruppen: 
- 77. befestigter Raum
- 349. schweres Garde Artillerie-Regiment
- 87. Garde- und 222. Panzerregiment
- ab 20. April zugeführt: 135. Schützendivision (Oberst Filipp N. Romaschin)

Breslau war militärisch kaum befestigt. Mit Flammenwerfern und Panzerfäusten kämpfte man beinahe um jedes Haus, und es gab kaum ein Haus, das nicht schwer zerstört worden war. Eine Moskauer Zeitung berichtete von den Häuserkämpfen in Breslau: „Gekämpft wurde nicht nur in jedem Haus, Stockwerk oder Zimmer, sondern um jedes Fenster, wo die Deutschen Maschinengewehre und andere automatische Waffen installiert haben.“ Sowjetische Stoßtrupps zerstörten bei ihren Straßenangriffen zuerst die Eckgebäude der Häuserreihen mit Granatwerfer- oder Panzerbeschuss. Die Flammen vertrieben dann die Verteidiger aus den ersten Häusern, dann folgten die Flammenwerfertrupps und steckten ein Gebäude nach dem anderen in Brand. Als Vorbeugung gegen das Ausbrennen der Straßen räumten Trupps der Wehrmacht mit Hilfe von Zivilisten das Mobiliar, sämtliche brennbaren Gegenstände aus den Wohnungen, Büroräumen und Geschäften auf die Straße und verbrannten alles, was man auf die Straße gebracht hatte.
In der Stadt wurden Gebäude abgerissen, um Material für Verteidigungsanlagen zu gewinnen und dem angreifenden Gegner im Häuserkampf die Deckung zu nehmen. In den Parks und Promenaden gingen Geschütze in Stellung. An Straßenkreuzungen sprengte die Wehrmacht ganze Häuser. An jeder Straßenecke, an jeder Litfaßsäule riefen Plakate zur Mithilfe und zum Kampf auf. Alte Männer, die nicht mehr kräftig genug waren, die Stadt zu verlassen, mussten das Straßenpflaster aufreißen und Steinbarrikaden errichten. Aus den Trümmern errichtete man Barrikaden. Straßenbahnen fuhren herbei, um Straßen zu verbarrikadieren. Mit Pferden wurden Möbelwagen herbeigebracht, ausgebrannte Panzer wurden herbeigeschleppt. Parterres und Keller verwandelten sich in Schießstände.
Erfolgreich wurde ein Panzerzug bei der Verteidigung von Breslau eingesetzt. Die Bewaffnung dieses Zuges bestand aus vier Wannen für schwere Panzer, welche mit vier 8,8-cm-Flak-, einem 3,7-Flak- und vier 2-cm-Flak-Geschützen sowie zwei MG 42 bestückt waren. Außerdem besaß der Zug eine Funkstelle.

## Versorgung

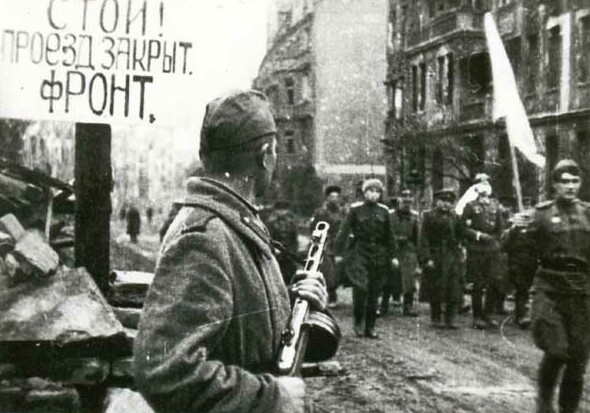
Abordnung deutscher Offiziere während der Verhandlungen über die Kapitulation der Festung Breslau

Die bald dringlich werdende Munitionsversorgung erfolgte auf dem Luftweg von Dresden aus. Nachschub wurde auch über Königgrätz eingeflogen. Die Kämpfe der letzten Wochen hatten die Munitions- und Betriebsstoffvorräte knapp werden lassen, so dass ohne dauernden Nachschub auf dem Luftweg die künftige Verteidigung gefährdet war. Sämtliche verfügbaren dreimotorigen Transportflugzeuge (Ju 52) waren im ständigen Einsatz. Die Maschinen landeten auf dem Flugplatz Gandau im Westen der Stadt. Die Belagerer kontrollierten bald die Luftversorgung, so dass wegen Flak- und Jagdfliegerbeschusses nur nachts Anflüge mit Transportflugzeugen erfolgen konnten. Mit Lebensmitteln und sonstigen Vorräten war die Stadt hingegen reichlich versorgt. In den Kühlhäusern hatte man das Fleisch von etwa 16.000 Schweinen eingelagert. Aus der Umgebung hatte man außerdem vor der Belagerung herdenweise Rinder in die Stadt getrieben, denen in der Festung freilich die Futtermittel fehlten.
Nach der Eroberung des Flugplatzes durch die sowjetischen Truppen befahl General Niehoff, eine zweite Landebahn hinter der Kaiserbrücke anzulegen. Er ließ entlang der Kaiserstraße von Sprengkommandos eine Schneise von 300 m Breite und einem Kilometer Länge schlagen, für die auch die Lutherkirche gesprengt wurde. Zwangsarbeiter und Zivilisten mussten im ständigen Feuer der Belagerer tags und nachts arbeiten. Eine militärische Bedeutung erlangte die provisorische Startbahn nicht. Es wird berichtet, dass nur ein einziges Flugzeug darauf abhob: dasjenige des Gauleiters Hanke, der sich unmittelbar vor dem Fall der Stadt absetzte.

## Schicksal der Stadt
Während der Osterfeiertage 1945, am 1. und 2. April, warfen hunderte Flugzeuge mehrere tausend Bomben auf das Stadtgebiet von Breslau ab. Die massivste Bombardierung vollzog sich am Ostermontag. Durch die abgeworfenen Phosphorbomben kam es zu schwerwiegenden Bränden in der ganzen Stadt.
Von 30.000 Gebäuden lagen am Ende der Kampfhandlungen 21.600 in Trümmern. Viele Industriebetriebe und wertvolle Kulturdenkmäler waren völlig zerstört.

## Kapitulation

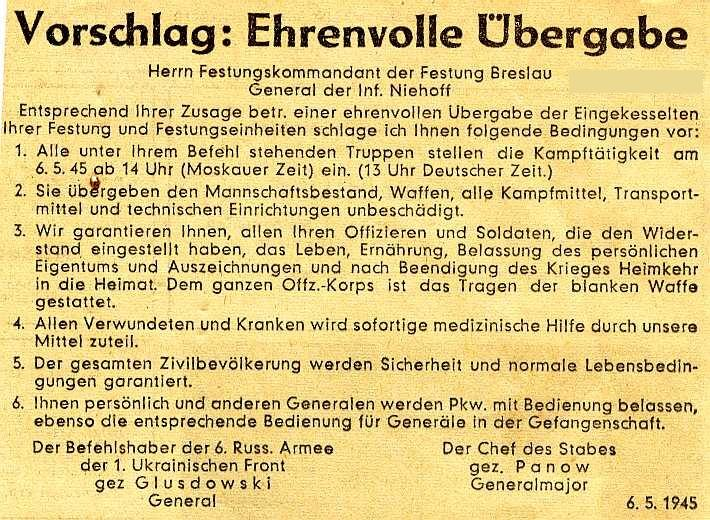
Zusagen der Roten Armee für die Kapitulation der Wehrmacht in Breslau

Breslau kapitulierte am 6. Mai 1945, vier Tage nachdem die letzten Verteidiger Berlins die Waffen niedergelegt hatten.
Für die verbliebene Bevölkerung, die wochenlang unter Zwangsarbeit, Belagerung, Kämpfen und Zerstörungen gelitten hatte, kam mit der Kapitulation keine Erleichterung. Krankenhäuser und Kanalisation waren zerstört, Epidemien verbreiteten sich angesichts der katastrophalen Verhältnisse. Hinzu kamen Plünderungen, Übergriffe und Vergewaltigungen durch Rotarmisten.
Nach Schätzungen des britischen Historikers Norman Davies kamen im Kampf um Breslau insgesamt 170.000 Zivilisten, 6.200 deutsche und 13.000 sowjetische Soldaten ums Leben. Es wurden 12.000 deutsche und 33.000 sowjetische Soldaten verwundet. Andere Schätzungen belaufen sich auf 20.000 getötete Zivilisten.
General Niehoff kapitulierte und war zehn Jahre lang in sowjetischer Kriegsgefangenschaft.

## Epilog
Die Belagerung der Stadt Breslau im Jahr 1945 fand in der westdeutschen Geschichtsforschung der Nachkriegszeit ein reges Interesse. Bereits kurz nach Kriegsende wurde die Belagerung von Breslau in der Bundesrepublik Deutschland Gegenstand zahlreicher Publikationen. So veröffentlichte Friedrich Grieger (1894–1961) im Jahre 1948 ein Sachbuch unter dem Titel Wie Breslau fiel (Metzingen: Die Zukunft, 1948), in welchem er die deutsche militärische und parteiliche Führung für die sinnlose Verteidigung der Stadt verantwortlich machte. Weit zurückhaltender äußerten ihre diesbezüglichen Meinungen J. Kaps, J. Thorwald, H. Hartung, die ihre Werke zwischen 1952 und 1956 herausgaben. Schließlich erschien im Jahre 1963 ein Buch unter dem Titel So kämpfte Breslau, welches von den Generälen H. von Ahlfen und H. Niehoff, den letzten Kommandanten der Stadt, verfasst wurde. Zahlreiche Artikel und lebhafte Polemiken über die Zweckmäßigkeit der Verteidigung der Stadt wurden in westdeutschen Zeitschriften aus der Nachkriegszeit veröffentlicht.  Hugo Hartung, Werner Steinberg und Maria Langner lieferte die Belagerung der Stadt reiches Material für ihre Werke.

## Verfilmung
- Die Kinder der Flucht – Dokumentationsfilm (2006)